# 続経疏部 (大正蔵)
続経疏部（ぞくきょうしょぶ）とは、大正新脩大蔵経において、日本における大乗仏教経典に対する註釈書をまとめた領域のこと。
聖徳太子のいわゆる『三経義疏』に始まり、空海や最澄らの註釈書が含まれる。
第25番目の部であり、収録されている典籍ナンバーは2185から2245まで。巻数では第56巻から第61巻にかけてに相当する。

## 構成

### 巻別
- 続経疏部 （一） 第56巻 - No.2185-2200
- 続経疏部 （二） 第57巻 - No.2201-2210
- 続経疏部 （三） 第58巻 - No.2211-2215
- 続経疏部 （四） 第59巻 - No.2216-2217
- 続経疏部 （五） 第60巻 - No.2218-2220
- 続経疏部 （六） 第61巻 - No.2221-2245

### 詳細
続経疏部 （一） 第56巻 - No.2185-2200
- 2185.『勝鬘経義疏』(伝 聖徳太子)
- 2186.『維摩経義疏』(伝 聖徳太子)
- 2187.『法華義疏』(伝 聖徳太子)
- 2188.『法華略抄』
- 2189.『妙法蓮華経釈文』
- 2190.『法華経開題』
- 2191.『法華経秘釈』
- 2192.『入真言門住如実見講演法華略儀』
- 2193.『註無量義経』
- 2194.『観普賢菩薩行法経記』
- 2195.『法華開示抄・無量義経開示抄・普賢経開示抄』
- 2196.『金光明最勝王経玄枢』
- 2197.『金光明最勝王経註釈』
- 2198.『最勝王経羽足』
- 2199.『最勝王経開題・金勝王経秘密伽陀』
- 2200.『仁王経開題』

続経疏部 （二） 第57巻 - No.2201-2210
- 2201.『金剛般若波羅蜜経開題』
- 2202.『般若心経述義』
- 2203A.『般若心経秘鍵』
- 2203B.『秘鍵略註』
- 2204.『般若心経秘鍵開門訣』
- 2205.『演義鈔纂釈』
- 2206A.『新訳華厳経音義』
- 2206B.『貞元華厳経音義』
- 2207.『浄土三部経音義集』
- 2208A.『浄土疑端』
- 2208B.『観経義賢問愚答鈔』
- 2208C.『観経義拙疑巧答研覈鈔』
- 2209.『観経疏伝通記』
- 2210.『阿弥陀経略記』

続経疏部 （三） 第58巻 - No.2211-2215
- 2211.『大日経開題』
- 2212.『大毘盧舎那経指帰・大毘盧舎那成道経心目』
- 2213.『妙印鈔』
- 2214.『大日経疏妙印鈔口伝』
- 2215.『大日経住心品疏私記』

続経疏部 （四） 第59巻 - No.2216-2217
- 2216.『大日経疏演奥鈔』
- 2217.『大日経疏指心鈔』

続経疏部 （五） 第60巻 - No.2218-2220
- 2218.『大日経疏鈔』
- 2219.『大日経住心品疏私記』
- 2220.『大日経供養次第法疏私記』

続経疏部 （六） 第61巻 - No.2221-2245
- 2221.『金剛頂経開題』
- 2222.『教王経開題』
- 2223.『金剛頂大教王経疏』
- 2224.『金剛頂経偈釈』
- 2225.『金剛頂大教王経私記』
- 2226.『三十巻教王経文次第』
- 2227.『蘇悉地羯羅経略疏』
- 2228.『金剛峰楼閣一切瑜伽瑜祇経修行法』
- 2229.『瑜祇総行私記』
- 2230.『菩提場経略義釈』
- 2231.『蓮華胎蔵界儀軌解釈』
- 2232.『梵嚩日羅駄覩私記』
- 2233.『大仏頂経開題』
- 2234.『註大仏頂真言』
- 2235.『大仏頂如来放光悉怛他鉢怛囉陀羅尼勘註』
- 2236.『理趣経開題』
- 2237.『真実経文句』
- 2238.『理趣経種子釈』
- 2239.『大楽経顕義抄』
- 2240.『理趣釈重釈記』
- 2241.『理趣釈秘要鈔』
- 2242.『大随求陀羅尼勘註』
- 2243.『十百手陀羅尼守護者名号略釈』
- 2244.『孔雀経音義』
- 2245.『不空羂索毘盧遮那仏大灌頂光明真言句義釈』